# Museo de Montmartre

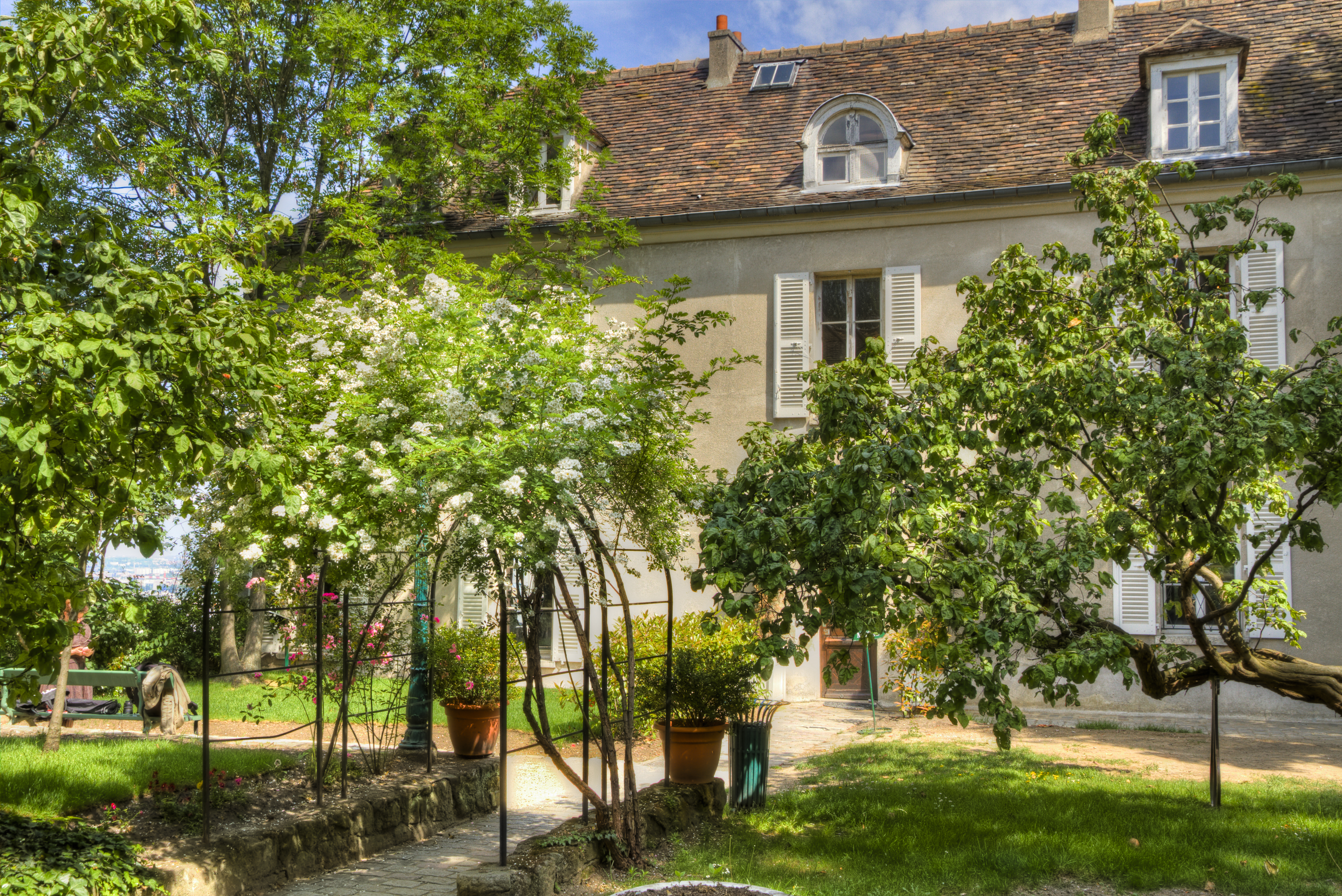
Museo de Montmartre.

Situado en el n° 8-14 de la rue Cortot (en el distrito número 18 de París, Francia), el Museo de Montmartre se inauguró en 1960 y ostenta, desde el año 2003, el sello « Musée de France ».
Un amplio programa de obras se está llevando a cabo con el fin de rediseñar los jardines y aumentar la superficie dedicada a las exposiciones pero el museo permanece abierto durante las obras, las cuales se concluirán en 2014. 

## Descripción

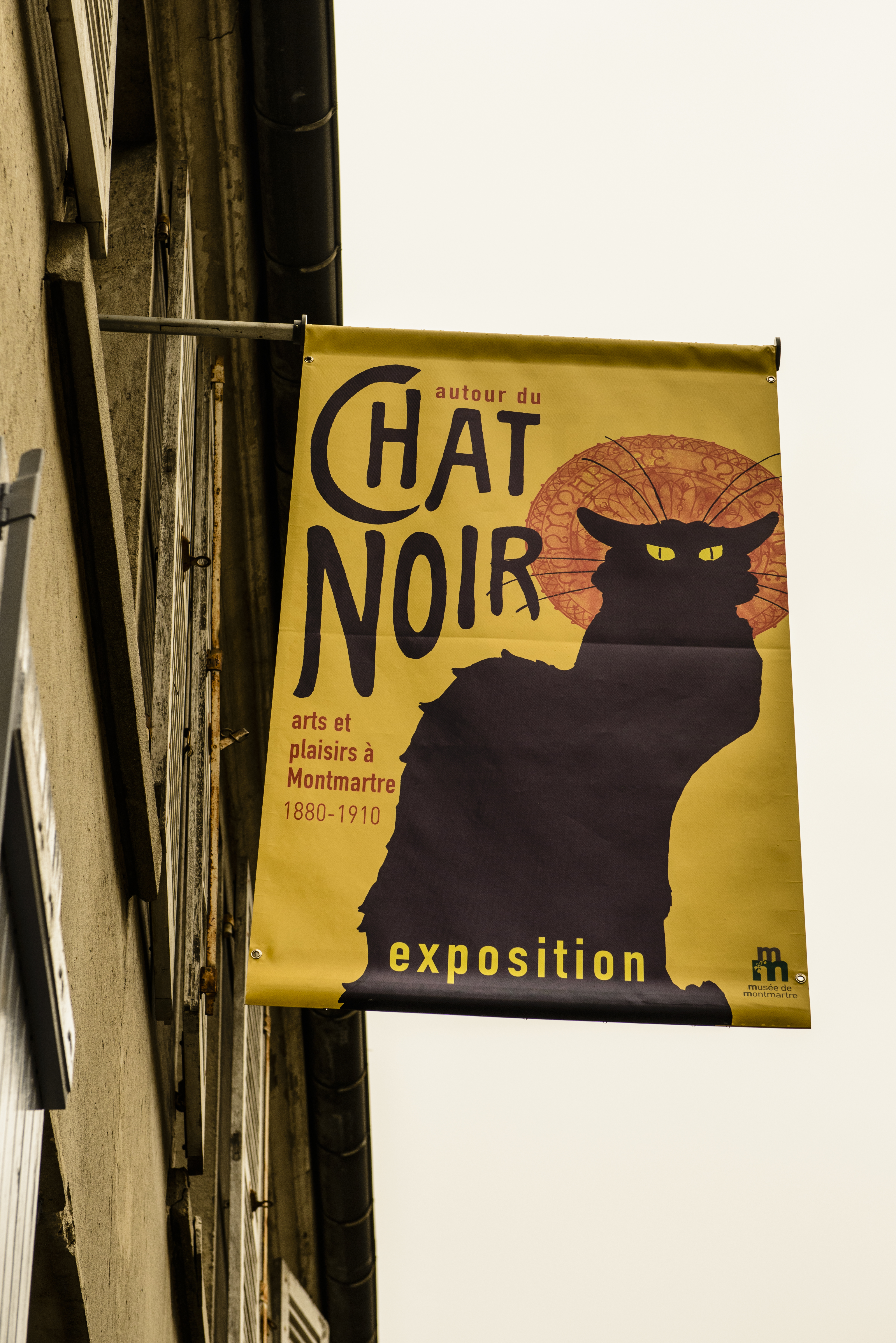
Cartel de una exposición en el Museo de Montmartre.

El museo de Montmartre está instalado en un conjunto de edificios que incluye el Hôtel Demarne y la casa Bel Air. Durante mucho tiempo se pensó que esa había sido la mansión Rose de Rosimond, actor contemporáneo de Molière cuyas obras interpretó. Sin embargo, un estudio de patrimonio llevado a cabo en junio de 2012 por el GRAHAL (grupo de investigaciones arte historia arquitectura y literatura) lo desmintió.
El museo de Montmartre cuenta la historia del barrio. Permite adentrarse en la bohemia artística de Montmartre, en el bullicio de sus famosos cabarets y también el ambiente artístico de los siglos XIX y XX.
El número 12 de la calle Cortot acogió a un sinfín de artistas como Renoir quien instaló ahí su taller en 1876. Durante su estancia pintó dos obras maestras, Le bal du moulin de la galette y el columpio. También vivieron Suzanne Valadon y su hijo Maurice Utrillo, así como Emile Bernard, y artistas del fovismo Emile-Othon Friesz, Raoul Dufy, Démétrios Galanis y Francisque Poulbot, Léon Bloy y Pierre Reverdy.

## Las colecciones
El museo presenta una colección de cuadros, carteles, ilustraciones, fotos y testimonios firmados por Modigliani, Kupka, Steinlen, Toulouse-Lautrec, Maurice Utrillo, .. Entre sus obras se hallan “el cabaret du Chat Noir” de Steinlen, Bruant en el Mirliton, “Le Divan Japonais” ou “Le Moulin Rouge” de Toulouse Lautrec, “la Plaza Pigalle” de Maurice Utrillo, “el autorretrato de Suzanne Valadon, el « Parce domine » de Willette, el Cartel del Lapin agile pero también el teatro de sombras de Henri Rivière. Las colecciones pertenecen a la Asociación del Viejo Montmartre, asociación creada en 1886 y cuyo objetivo es preservar y enriquecer el legado artístico, histórico o etnológico de Montmartre.

## Los jardines Renoir y la viña
Los jardines Renoir se han vuelto a crear en 2012, inspirándose en los lienzos que pintó Renoir durante su estancia en la rue Cortot. Consta de árboles frutales (perales y almendros), arbustos, lilas, rosales y hortensias trepadoras. De ahí se puede observar la viña de Montmartre que ya existía en la Edad Media. Desaparecida en el siglo XIX, se volvió a plantar en 1933.

## Obras
Desde el año 2011, la empresa Kléber-Rossillon se encarga de administrar el museo. Unas obras de renovación se están llevando a cabo en el Hôtel Demarne, edificio que da a la calle Cortot, así como en el taller de Suzanne Valadon y Maurice Utrillo. El final de las obras está previsto para 2014.

## Horarios
El museo abre todos los días de 10.00 a 18.00h.